# Savuka
Savuka est un groupe de musique sud-africain formé par Johnny Clegg en 1986, après la séparation de son premier groupe Juluka en 1985.
Le percussionniste et danseur Dudu Zulu a été tué lors d'émeutes liées à l'Apartheid en 1992. Le morceau The Crossing de l'album Heat, Dust and Dreams lui est dédié.

## Discographie sélective
- The Johnny Clegg & Savuka ep, 1986
- Third World Child, 1987 / Niño Del Tercer Mundo, 1987
- Shadow Man, 1988
- Cruel, Crazy Beautiful World, 1990
- Heat, Dust and Dreams, 1993
- Live And Rarities, 1994